# Moschonki
Moschonki (russisch Мошонки) ist ein Dorf (selo) in der russischen Oblast Kaluga im Föderationskreis Zentralrussland. Es liegt etwa 150 km Luftlinie südwestlich von Moskau am Fluss Serena (Nebenfluss der in die Oka mündenden Schisdra) und hat 168 Einwohner (Stand 14. Oktober 2010).
Moschonki gehört zum Rajon Meschtschowsk. Das Dorf war lange Sitz eines Dorfsowjets, dem zuletzt noch neun weitere Orte unterstellt waren, bis es 2009 im Rahmen der Verwaltungsreform in Russland in der Landgemeinde (selskoje posselenije) Schelesnodoroschnaja stanzija Kudrinskaja aufging. Die namensgebende Bahnstation Kudrinskaja mit zugehöriger Siedlung ist etwa sieben Kilometer von Moschonki entfernt und befindet sich an der Eisenbahnstrecke Moskau–Kiew, die bei Moschonki auf zwei 250 Meter langen Brücken die Serena überquert.
Bekanntestes Bauwerk des Ortes ist die Alexander-Newski-Kirche aus dem 18. Jahrhundert, die in den 1930er Jahren durch ein Feuer zerstört und Anfang der 2010er Jahre wieder aufgebaut wurde.
Wegen seines Namens ist der Ort relativ bekannt in Russland, denn der Name lässt sich unter anderen als Hodensäcke übersetzen.